# Loukov (Mladá Boleslav-i járás)
Loukov település Csehországban, a Mladá Boleslav-i járásban. Loukov Žďár, Březina, Loukovec, Svijany, Svijanský Újezd, Sezemice és Koryta településekkel határos. Lakosainak száma 191 fő (2024. január 1.).

## Népesség
A település lakosságának változását az alábbi diagram mutatja:
| Lakosok száma | 373  | 485  | 440  | 416  | 281  | 178  | 176  | 167  | 210  | 191  |
|               | 1869 | 1900 | 1921 | 1961 | 1980 | 2011 | 2016 | 2019 | 2021 | 2024 |